# Kelly Packard
Kelly Chemane Packard (* 29. Januar 1975 in Glendale, Kalifornien) ist eine US-amerikanische Schauspielerin. Sie wurde unter anderem durch die Rolle der April Giminski in der Fernsehserie Baywatch bekannt.

## Leben
Packard wurde in Glendale, Kalifornien geboren, wuchs jedoch in Arizona auf und zog von dort wieder nach Kalifornien zurück.
Sie war 1988 Miss California Pre-Teen und hatte ein Jahr später ihre erste Gastrolle in der Sitcom Living Dolls. Nach einer weiteren Gastrolle spielte sie in dem Film Blossom mit, wo sie ebenfalls in drei Folgen der gleichnamigen Fernsehserie zu sehen war. Von 1991 bis 1999 übernahm sie drei verschiedene Rollen in der Serie Baywatch. 1991 spielte sie ebenfalls im Film Robodad mit und hatte zwischen 1992 und 1995 Gastauftritte in drei weiteren Serien. Von 1992 bis 1997 spielte sie neben Baywatch die Rolle der Tiffani Smith in 78 Episoden von California Dreams.
Im Jahr 2000 übernahm sie eine Rolle im Film Get Your Stuff, dem zwei Jahre später der Film Auto Focus mit Willem Dafoe folgte. 2010 spielte im Film My Girlfriend’s Boyfriend mit, in dem ebenfalls Beau Bridges zu sehen ist.
Kelly Packard ist seit 1997 mit Darrin Privett verheiratet und hat vier Kinder.

## Filmografie (Auswahl)
- 1990: Blossom (Fernsehfilm)
- 1990/1992: Blossom (Fernsehserie, zwei Folgen)
- 1991: Robodad
- 1991–1999: Baywatch (Baywatch, Fernsehserie, 49 Folgen)
- 1992–1997: California Dreams (Fernsehserie, 78 Folgen)
- 1994–1995: Das Leben und Ich (Boy Meets World, Fernsehserie, drei Folgen)
- 1997: Little Bigfoot
- 2000: Get Your Stuff
- 2002: Auto Focus
- 2010: My Girlfriend’s Boyfriend